# 捷爾諾瓦 (杜納伊夫齊區)
49°0′44″N 26°46′19″E / 49.01222°N 26.77194°E
捷爾諾瓦（烏克蘭語：Тернова），是烏克蘭西部的村莊，隸屬赫梅利尼茨基州的卡緬涅茨-波多利斯基區。該村面積3.09平方公里，海拔高度289米，2022年人口500，人口密度每平方公里229.2人。